# 茂木駿佑
茂木 駿佑（もてぎ しゅんすけ、1996年10月2日 - ）は、東京都出身 のサッカー選手。Jリーグ・FC琉球所属。ポジションはミッドフィールダー (MF)。

## 来歴
柏レイソルの下部組織出身。中学卒業後は高校サッカーへ進みたいという気持ちもあったが、勧誘を受けたベガルタ仙台ユースに加入。柏レイソル下部組織時代はセンターバック、ベガルタ仙台ユース時代は主にボランチとしてプレーした。2014年には2種登録選手としてトップチームに登録された（出場はなし）。同年10月に、トップチームに昇格が内定。ユースからの昇格は越後雄太以来3年ぶりとなった。
2015年、高卒新人ではクラブ初となるJ1リーグ開幕戦スターティングメンバーとして公式戦初出場を果たす。正確なキックと高い技術を武器に 出場数を増やす。4月8日のナビスコ杯予選第3節神戸戦にて公式戦出場時間450分を達成し、プロA契約に変更。その後もスタメン出場を続け、1stステージで11試合に出場した。7月27日、ツエーゲン金沢への期限付き移籍が発表された。8月1日の第27節水戸戦に移籍後初出場。Jリーグ・アンダー22選抜でも1試合出場していることから、1シーズンの間にJ1・J2・J3の全カテゴリーに出場を果たした初のケースとなった。金沢では天皇杯1回戦のFC今治戦で公式戦初得点を記録するが、チーム戦術に適応できず リーグ戦では11試合で無得点に終わった。
金沢退団後の2016年1月にアイスランド1部リーグ所属のヴィキングル・レイキャヴィークの練習に参加。練習参加後は仙台へ復帰した。同年11月から12月にチームメイトの西村拓真とともにSCフォルトゥナ・ケルンへ海外研修に派遣される。
2018年5月、YBCルヴァンカップグループステージ第5節横浜FM戦にて、ハットトリックを達成する。
2018年6月、水戸ホーリーホックへ育成型期限付き移籍。12月25日、完全移籍に移行。
2020年、FC琉球へ完全移籍。
2022年、愛媛FCへ完全移籍。
2023年は主力として活躍し、松田力とのホットラインを形成。37試合に出場して4ゴール10アシストを記録 し、チームのJ3優勝に貢献した。また、J3ベストイレブンにも選出された。
2025年、FC琉球へ完全移籍。

## エピソード
FC琉球時代に、Jリーガー内では早いタイミングでコロナに感染している。本人曰く、ベストイレブンには入る。
所属クラブが地方であることから地方出身者に思われがちだが、東京都文京区と都会出身であり、最寄大学は東京大学で、最寄スタジアムは東京ドーム。

## 所属クラブ
- F.C. BRILLO
- 柏レイソルU-12
- 2009年 - 2011年 柏レイソルU-15（文京区立第八中学校[7]）
- 2012年 - 2014年 ベガルタ仙台ユース（明成高等学校[12]）
  - 2014年4月 - 同年12月 ベガルタ仙台 (2種登録選手)[5]
- 2015年 - 2018年  ベガルタ仙台
  - 2015年  Jリーグ・アンダー22選抜[27]
  - 2015年7月 - 同年12月  ツエーゲン金沢 (期限付き移籍)
  - 2018年6月 - 同年12月  水戸ホーリーホック (期限付き移籍)
- 2019年  水戸ホーリーホック
- 2020年 - 2021年  FC琉球
- 2022年 - 2024年  愛媛FC
- 2025年 -  FC琉球

## 個人成績
| 国内大会個人成績 | 国内大会個人成績 | 国内大会個人成績 | 国内大会個人成績 | 国内大会個人成績 | 国内大会個人成績 | 国内大会個人成績 | 国内大会個人成績 | 国内大会個人成績 | 国内大会個人成績 | 国内大会個人成績 | 国内大会個人成績 |
| 年度             | クラブ           | 背番号           | リーグ           | リーグ戦         | リーグ戦         | リーグ杯         | リーグ杯         | オープン杯       | オープン杯       | 期間通算         | 期間通算         |
| 年度             | クラブ           | 背番号           | リーグ           | 出場             | 得点             | 出場             | 得点             | 出場             | 得点             | 出場             | 得点             |
| 日本             | 日本             | 日本             | 日本             | リーグ戦         | リーグ戦         | リーグ杯         | リーグ杯         | 天皇杯           | 天皇杯           | 期間通算         | 期間通算         |
| ---------------- | ---------------- | ---------------- | ---------------- | ---------------- | ---------------- | ---------------- | ---------------- | ---------------- | ---------------- | ---------------- | ---------------- |
| 2015             | 仙台             | 31               | J1               | 11               | 0                | 6                | 0                | -                | -                | 17               | 0                |
| 2015             | 金沢             | 29               | J2               | 11               | 0                | -                | -                | 2                | 1                | 13               | 1                |
| 2016             | 仙台             | 31               | J1               | 8                | 0                | 1                | 0                | 1                | 1                | 10               | 1                |
| 2017             | 仙台             | 31               | J1               | 8                | 0                | 4                | 0                | 0                | 0                | 12               | 0                |
| 2018             | 仙台             | 31               | J1               | 0                | 0                | 6                | 3                | 0                | 0                | 6                | 3                |
| 2018             | 水戸             | 27               | J2               | 24               | 4                | -                | -                | 0                | 0                | 24               | 4                |
| 2019             | 水戸             | 27               | J2               | 28               | 4                | -                | -                | 0                | 0                | 28               | 4                |
| 2020             | 琉球             | 27               | J2               | 21               | 1                | -                | -                | -                | -                | 21               | 1                |
| 2021             | 琉球             | 27               | J2               | 16               | 3                | -                | -                | 1                | 0                | 17               | 3                |
| 2022             | 愛媛             | 17               | J3               | 28               | 2                | -                | -                | -                | -                | 28               | 2                |
| 2023             | 愛媛             | 17               | J3               | 37               | 4                | -                | -                | -                | -                | 37               | 4                |
| 2024             | 愛媛             | 17               | J2               | 33               | 3                | 0                | 0                | 2                | 0                | 35               | 3                |
| 2025             | 琉球             | 7                | J3               |                  |                  |                  |                  |                  |                  |                  |                  |
| 通算             | 日本             | 日本             | J1               | 27               | 0                | 17               | 3                | 1                | 1                | 45               | 4                |
| 通算             | 日本             | 日本             | J2               | 133              | 15               | -                | -                | 5                | 1                | 138              | 16               |
| 通算             | 日本             | 日本             | J3               | 65               | 6                | -                | -                | -                | -                | 65               | 6                |
| 総通算           | 総通算           | 総通算           | 総通算           | 225              | 21               | 17               | 3                | 6                | 2                | 248              | 26               |

- 2014年 2種登録選手としての公式戦出場は無し

その他の公式戦
| 2015   | J-22   | -      | J3     | 1 | 0 | 1 | 0 |
| 通算   | 日本   | 日本   | J3     | 1 | 0 | 1 | 0 |
| 総通算 | 総通算 | 総通算 | 総通算 | 1 | 0 | 1 | 0 |

出場歴
- Jリーグ初出場 - 2015年3月7日 J1 1st第1節 モンテディオ山形戦（ユアテックスタジアム仙台）
- 公式戦初得点 - 2015年8月30日 天皇杯1回戦 FC今治戦（石川県西部緑地公園陸上競技場）

## タイトル

### チーム
愛媛FC
- J3リーグ：1回（2023年）

### 個人
- J3リーグ ベストイレブン：1回（2023年）

## 代表・選抜歴
- 2012年 ぎふ清流国体 宮城県代表